# ユオン・ド・ボルドー
ユオン・ド・ボルドー（Huon de Bordeaux）は、13世紀のフランスの武勲詩、また「フランスもの」などに登場する人物。シャルルマーニュの息子を殺害してしまい、難題を押し付けられた。

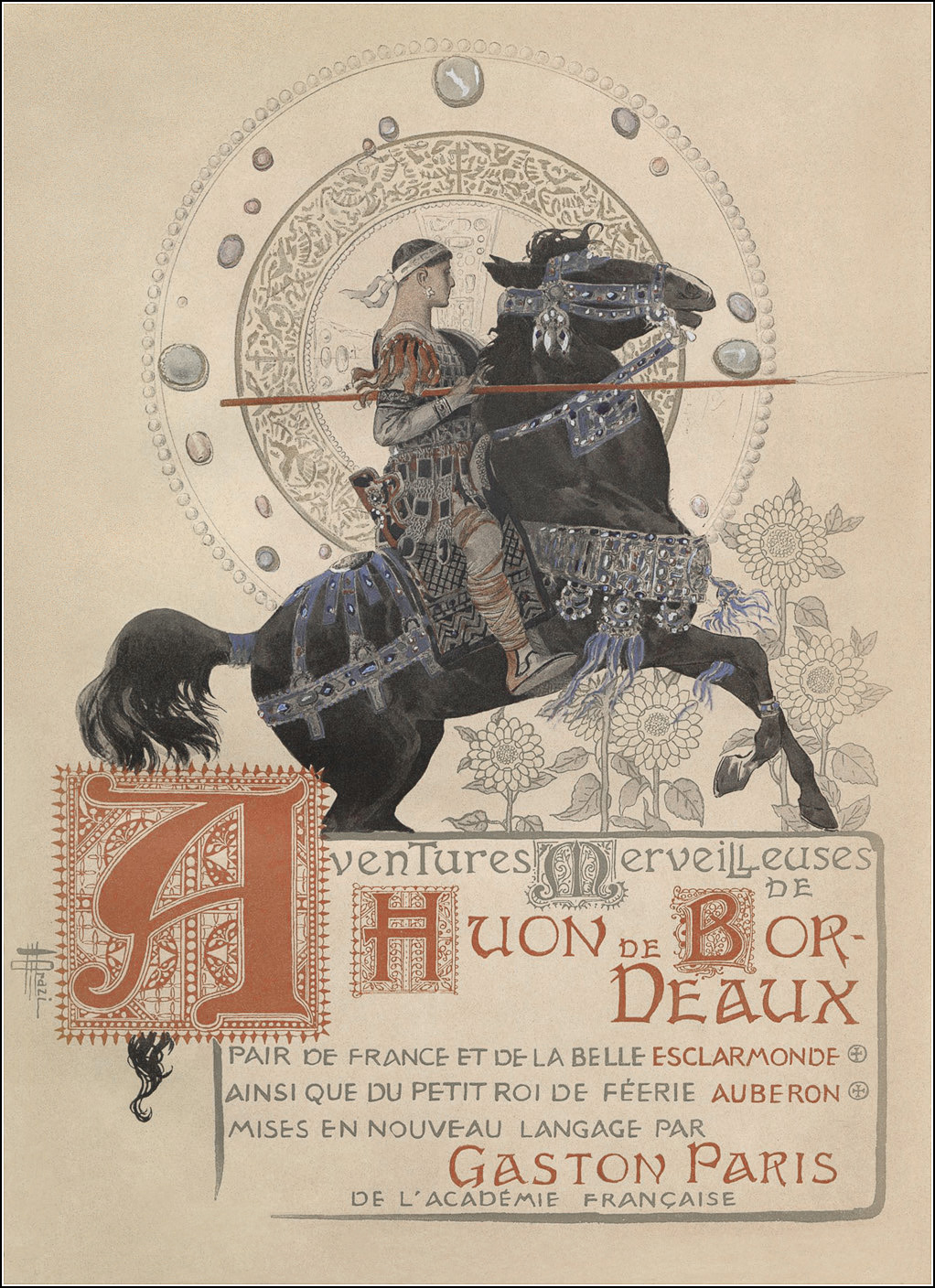
1898年版の書籍『ユオン・ド・ボルドー』の表紙絵
(画)マニュエル・オラツィ

## 概要
ボルドーは、もともとはギエンヌ公爵の息子であった。幼い頃に父を亡くしていたため、母の領地であるボルドーで生活していた。ところが、シャルルマーニュの息子シャルロとその奸臣が、ユオンとその弟を殺害してギエンヌを奪おうと計画し、弟に怪我を負わせた。そこで、ユオンは相手がシャルルマーニュの息子と知らずにシャルロを殺してしまう。はじめ、事件のことを知ったシャルルマーニュはむしろユオンの行為を賞賛したが、殺されたのが息子だと知って激怒し、ユオンを殺そうとする。
ネモ公やクリュニー修道院の院長（ユオンの叔父）らのとりなしもあって、ユオンは「スルタンの宮廷に行き、スルタンの食事中に姿を見せ、その近くにいる最も身分のある賓客を殺せ。そして、スルタンの娘に3度キスをしろ。さらに、貢物としてスルタンのあごひげ一掴みと、歯を4本持って来れ」という条件と引き換えに許されることになった。これらの条件は実現不可能と思われるものばかりで、実質的に全く許されていないのであるが、ユオンはこれを受け入れた。
旅の途中、ユオンは妖精王オーベロンに出会い「象牙でできた魔法の笛」(フランス語: cor)と「魔法のカップ」(フランス語: hanap)を与えられた。この魔法の笛は、穏やかに鳴らせば音を聞いた人間を躍らせることができ、強く鳴らせばオーベロンが助けに来てくれるという便利な道具であった。「魔法のカップ」については、善良な人（キリスト教徒）が手に取ると中にワインや食料が出てくるというものであった。ユオンはこれで食料を調達する以外にも、出会った人間が善良であるか否かを判別する試金石としての利用もできるため、「魔法のカップ」はかなり重宝した。
オーベロンの助けもあって、旅はかなり順調に進んでいた。しかし、ユオンは夢で見たスルタンの娘の美しさに恋をしてしまう。そのため、スルタンの宮殿で「イスラム教徒なら入ってもよい」と言われたとき、つい信者と偽って入場してしまう。後悔したユオンは第2の門で自分がキリスト教徒だと名乗りなおして先に進んだが、一度でもユオンがキリスト教徒として恥ずべき行いをしたため、その直後に危機に陥ったユオンが角笛を吹いてもオベロンは助けに現れず、ユオンは監禁されてしまった。
しかし監禁中のユオンは、やはり夢でユオンを見て惚れこんでしまっていたスルタンの娘を説得し、キリスト教徒に改宗させることに成功した。さらに愛し合う2人は、一緒に逃亡することにも成功した。この時点で果たしていない条件は、スルタンの歯とあごひげの入手であったが、運良くスルタンが死んでしまったため、ユオンらは死体から歯とひげを採取すると、美しい花嫁とともに帰国するのであった。

## 翻訳・翻案
バーナーズ卿(ジョン・バウチャー (2代バーナーズ男爵), 1533年没)による古めかしい英訳があり、出版者ウィンキン・デ・ウォードによる当時の印刷本(1515年頃)も現存する。ブルフィンチ再話(1863年)は和訳で読むことができる。このほかSteele の再話版 (1895年)。

ヴィーラントによるドイツ翻案『オーベロン』(1780年)も、原作の粗筋をほぼ継承する（同じ長めの序詩がついていることや、サラセンの姫君の名がエスクラルモンドからレツィアに変更されている程度の変更はある）。また、ウィーランドの作品を元におこされた台本(リブレット)で、ウェーバーの作曲オペラ『オベロン』(1826年)も作られた。